# Мурадов, Акпер Адалят оглы
Акпер Адалят оглы Мурадов (азерб. Əkbər Ədalət oğlu Muradov; род. 30 июня 1968, Баку, Азербайджанская ССР) — азербайджанский спортсмен, стрелок-паралимпиец (пулевая стрельба), серебряный и бронзовый призёр чемпионата мира 2014, бронзовый призёр чемпионата Европы 2007 и 2013, победитель Кубка мира 2014 и трёхкратный бронзовый призёр Кубков мира. Представлял Азербайджан на летних Паралимпийских играх 2012. С 2016 года — главный тренер паралимпийской сборной Азербайджана по спортивной стрельбе.
Акпер Мурадов стал инвалидом во время Первой карабахской войны. Спортом начал заниматься в 2004 году в Баку. На международных соревнованиях дебютировал в 2005 году на Чемпионате Европы в Польше (на этом чемпионате Мурадов занял 38-е место).

## Биография
Акпер Адалят оглы Мурадов родился 30 июня 1968 года в городе Нефтчала Азербайджанской ССР. В 1985 году окончил среднюю школу. В 1989 году окончил Ташкентское высшее танковое командное училище. В этом же году в звании лейтенанта начал службу в Северо-Кавказском военном округе.
В январе 1992 года Мурадов вернулся на Родину и добровольно продолжил службу в рядах Вооружённых сил Азербайджана. В июне 1992 года в результате одного из боёв в Карабахе, Мурадов получил ранение в позвоночник, став инвалидом. По словам самого Мурадова, его группа возвращалась тогда с боевого задания и была атакована. Очнувшись, Мурадов подумал, что получил обычное ранение. Его доставили в госпиталь и прооперировали. Выяснилось, что у Мурадова серьёзно повреждён позвоночник.
В 2004 году Акпер Мурадов начал заниматься спортивной стрельбой, став членом Национального паралимпийского комитета Азербайджана. В июле 2005 года Мурадов дебютировал на международных соревнованиях, выступив на открытом чемпионате Европы в польском городе Вроцлав. В ноябре этого же года Акпер Мурадов занял третье место в стрельбе из пневматического и малокалиберного пистолета на Кубке Азербайджана на соревнованиях, проведённых вне конкурса в целях демонстрации способностей спортсменов-инвалидов в пулевой стрельбе. В декабре этого же года Мурадов стал победителем открытого чемпионата спортивного общества «Спартак» по пулевой стрельбе, отличившись в турнире среди паралимпийцев вне конкурса. В мае 2006 года Мурадов занял второе место на международном турнире категории «А» в Германии.
В феврале 2007 года во время чемпионата Баку по пулевой стрельбе разгорелся скандал. Мурадов выступал на этом турнире вместе со здоровыми спортсменами и в предварительном этапе в стрельбе на 10 м занял первое место с 569 очками. Однако, прямо перед финалом главный тренер сборной Владимир Лунёв подошёл к Мурадову и потребовал от него стрелять стоя. Поскольку Мурадов был прикован к инвалидной коляске, он был отстранён от соревнования. По словам Мурадова, ни вице-президент федерации Явуз Эминбейли, ни старший тренер сборной-паралимпийцев Виталий Сотников не смогли препятствовать решению Лунёва. По словам Сотникова, некогда Лунёв тренировал стрелков-паралимпийцев, но восемь лет назад между ним и руководством паралимпийского комитета возникли разногласия и они перестали работать вместе. Сам Лунёв заявил, что Мурадов выступал на чемпионате вне конкурса и, когда начался финал, он объяснил, что паралимпиец не должен стрелять, так как «на стрельбище нет места». В мае этого же года Акпер Мурадов завоевал бронзовую медаль чемпионата Европы в Зуле в стрельбе на 50 м из произовольного оружия. Тогда же он занял второе место международном турнире во Франции.
В 2010 году Мурадов завоевал бронзовые медали на Кубках мира в Анталье и Вульмеранже, в стрельбе из пневматического пистолета на 10 м и в составе команды на 50 м соответственно. В 2011 году также стал третьим на Кубке мира в испанском Аликанте в командной стрельбе из пневматического пистолета на 10 м.
На Паралимпийских играх 2012 года в Лондоне Мурадов в пулевой стрельбе на 10 м набрал 554 очка и занял 21-е место, оставшись вне финальной восьмёрки. В стрельбе из малокалиберного пистолета на 25 м он набрал в квалификации 549 очков, занял 16-е место и также не пробился в финал. В стрельбе на 50 м Мурадов набрал 515 очков и занял 18-е место в квалификации, также не пробившись в финал.
В 2013 году Мурадов выиграл бронзу чемпионата Европы в Аликанте в командной стрельбе из пневматического пистолета на 50 м.
В марте 2014 года Акпер Мурадов в составе команды по стрельбе из пистолета на расстояние 10 метров выиграл Кубок мира по стрельбе среди паралимпийцев в Сток-Мандевилле в Великобритании. Команда в общей сложности набрала 1661 очков. В июле этого же года сборная Азербайджана, в составе которой был и Мурадов, заняла второе место в стрельбе на 10 м и третье место в стрельбе на 50 метров на чемпионате мира в городе Зуль в Германии.
В 2016 году Акпер Мурадов был назначен главным тренером паралимпийской сборной Азербайджана по спортивной стрельбе.
В феврале 2021 года Акпер Мурадов распоряжением президента Азербайджана Ильхама Алиева за заслуги в развитии азербайджанского спорта был награждён медалью «Прогресс».